# 辻武寿
辻 武寿（つじ たけひさ、1918年〈大正7年〉4月3日 - 2012年〈平成24年〉4月30日）は、日本の宗教家、政治家、小学校教員。
宗教法人創価学会の前身である創価教育学会の古参会員で、戦後、原島宏治、小泉隆とともに「蒲田の三羽烏」と称された。創価教育学会理事、創価学会副会長、日蓮正宗法華講大講頭などを歴任し、創価学会の重鎮の一人として活動した。1971年（昭和46年）の言論出版妨害事件で辞任するまでは公明党の要職も兼務し、参議院議員（2期）、公明党委員長（第2代）などを歴任した。

## 来歴・人物
1918年4月3日、埼玉県に生まれた。東京豊島師範学校卒業後、小学校教員を務める。同じ教員仲間の小泉隆の紹介で、1940年7月30日、創価教育学会（後の創価学会）に入会する。戦後は、原島宏治らと共に創価学会青年部長（初代）、指導部長、創価学会理事などを歴任する。
1956年7月8日、第4回参議院議員通常選挙に全国区から無所属で立候補し、北条雋八、白木義一郎(大阪地方区)と伴に、初当選する。以降、連続2期当選。
1964年11月17日、公明政治連盟の議員が中心となり公明党が結成され、公明党副委員長に就任する。同年12月には、初代公明党委員長であった原島の急死に伴い、第2代公明党委員長に就任する。
1967年1月29日、第31回衆議院議員総選挙で公明党が25議席を獲得した後、委員長を退任する（後任は衆議院議員で前東京都議団幹事長の竹入義勝）。
その後は再び創価学会の活動に携わり、創価学会総務室長、創価学会副会長、創価学会参議会議長、創価学会最高指導会議議員、創価学会本部参与などを歴任した。
2012年4月30日、急性心不全のため死去。享年94。

## エピソード
- 小学校教師時代、白木かね（後の創価学会第3代会長池田大作夫人の池田香峯子）の担任を務めた。

## 著書
- 辻武寿 編『牧口常三郎箴言集』第三文明社、1979年6月15日。NDLJP:12262134。

## 役職歴

### 公明党
- 中央執行委員長（第2代）
- 中央執行委員会副委員長